# Taiga de Siberia Oriental
La ecorregión de la taiga de Siberia Oriental, en el bioma de la taiga y los bosques boreales, es una vasta región biogeográfica en el este de Rusia.

## Características
La taiga de Siberia Oriental es un área vasta y geográficamente diversa entre los ríos Yeniséi y Lena, en el corazón de Siberia. Se extiende sobre 20.º de latitud y 50° de longitud (52° a 72° N y 80° a 130° E). Su límite norte alcanza el círculo polar ártico. Su anchura máxima de norte a sur es de 1600 km.
El clima es subártico (los árboles que crecen allí son coníferos y caducifolios) y muestra una alta continentalidad, con extremos que van desde 40 grados Celsius (104 °F) a −65 grados Celsius (−85 °F) y posiblemente menos. Los inviernos son largos y muy fríos, pero secos, con escasas nevadas por los efectos del anticiclón de Siberia. Los veranos son cortos, pero pueden ser bastante cálidos dada su ubicación septentrional. Las temperaturas más extremas se encuentran en la zona noreste de la ecorregión.

## Geología e hidrología
La estructura orogénica es complicada. La mayor parte de la ecorregión se encuentra en la plataforma precámbrica siberiana. En Yakutia central, hay depósitos aluviales gruesos que forman extensas llanuras. En las tierras altas de Siberia central hay procesos kársticos intensivos.
La taiga de Siberia oriental tiene una extensa red fluvial. La base de esta red son los afluentes más grandes del río Yeniséi, como Angará, Tunguska Pedregoso y Tunguska Inferior, así como los del río Lena, como Viliui, Vitim y Aldán.

## Biodiversidad
La formación vegetacional dominante es la taiga de coníferas ligeras, con Larix gmelini formando el dosel en áreas con poca capa de nieve. Esta formación ocupa más área que cualquier otra formación forestal en Rusia. Hacia el oeste se encuentran otras dos especies de alerce: Larix sibirica y el híbrido L. x czekanowskii. La taiga de coníferas oscuras se distribuye en patrones de mosaico en las posiciones más protegidas del paisaje, siendo las especies dominantes Pinus sibirica, Picea obovata y Abies sibirica. Hacia el sur aumenta la proporción de bosques de coníferas y comienzan a aparecer bosques de hoja pequeña con Betula y Populus. En la cuenca del río Angará y en las cabeceras de los ríos Lena y Tunguska Inferior son comunes la hierba arbustiva enana y los bosques escalonados de pino y alerce. Gradualmente, esta comunidad se estrecha hacia el centro de Yakutia. Un rasgo característico de la taiga de Siberia oriental es la ausencia de grandes ciénagas y pantanos.
La fauna de la taiga de Siberia oriental es considerablemente más antigua que la de la taiga de Siberia occidental. El río Yeniséi es una frontera zoogeográfica importante porque muchas especies de animales de la taiga se encuentran solo al este. Estas especies incluyen el ciervo almizclero siberiano, el roedor Apodemus speciosus, y las aves Luscinia cyane (ruiseñor azul), L. sibilans (ruiseñor silbador), Carpodacus roseus (camachuelo de Pallas), Apus pacificus (vencejo del Pacífico), Streptopelia orientalis (tórtola oriental), Tetrao parvirostri (urogallo oriental), Anas formosa (cerceta del Baikal) y Corvus corone (corneja negra). Entre las especies que no cruzan el río desde el oeste se incluyen las aves Gallinago megala (agachadiza del Baikal), Acrocephalus schoenobaenus (carricerín común), Fringilla coelebs (pinzón vulgar), Luscinia luscinia (ruiseñor ruso) y Corvus cornix (corneja cenicienta). En relación con la taiga de Siberia occidental, la taiga de Siberia oriental tiene una población mucho más densa de animales ungulados, como: Alces alces (alce), Capreolus capreolus (corzo), Sus scrofa (jabalí) y Cervus elaphus (ciervo rojo).

## Estado de conservación, amenazas y áreas protegidas

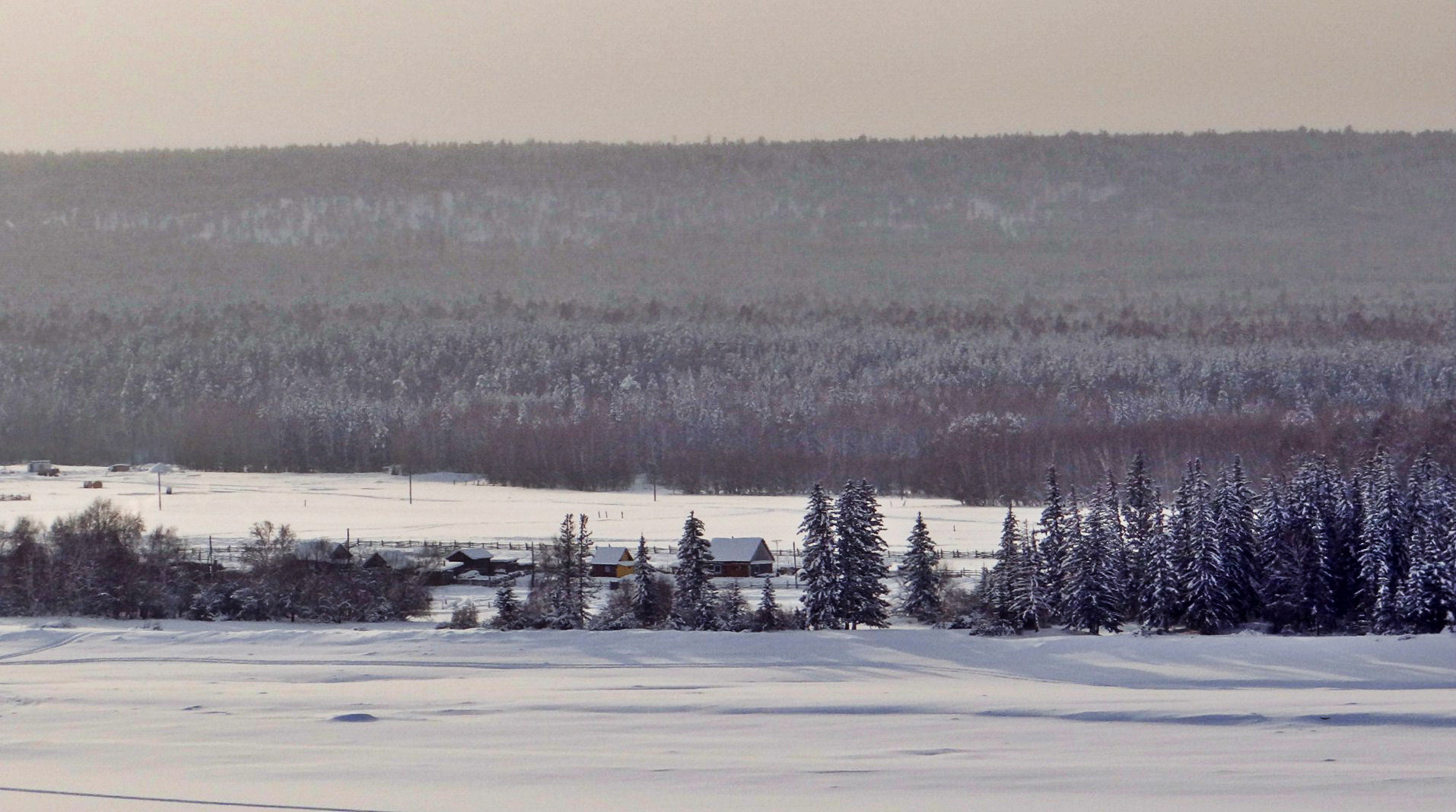
Paisaje de la taiga en febrero, en la reserva natural de Oliokma

Aunque poco de esta ecorregión está protegido, su estado de conservación figura como "Relativamente estable/intacto". Las áreas protegidas en esta ecorregión incluyen:
- Santuario de la naturaleza de Stolby
- Reserva natural de Oliokma
- Reserva natural de Tunguska
- Reserva natural de Siberia Central

Todos son zapovédniks (es decir, estrictas reservas ecológicas). Las principales amenazas a la integridad de esta ecorregión son la caza furtiva y la tala rasa en las partes sur y central de la región.
Tras el colapso de la Unión Soviética, surgió una nueva amenaza. Hay pocos bosques en China, y los empresarios chinos (debido a la falta de maderas e impulsados por un fuerte crecimiento económico) comenzaron a mostrar interés en obtener maderas de Rusia. Una nueva ley adoptada fue la Ley Federal 473-FZ, que protege los derechos de las empresas extranjeras en la Federación Rusa, y los leñadores chinos comenzaron a destruir todos los árboles en la tierra arrendada (y mucho más allá también). Ha habido numerosos intentos de deforestación en la llanura aluvial protegida de los ríos. Debido al gran daño ambiental, sus actividades provocaron protestas de los residentes locales y del Fondo Mundial para la Naturaleza. Las acciones de las empresas chinas suponen una amenaza para la población nativa de Siberia y el Extremo Oriente (como los pueblos evenkis y udegué, entre otros), privándolos de su hábitat y formas de vida tradicionales. La deforestación total por parte de las empresas chinas crea una amenaza adicional para las especies raras y en peligro de extinción, como el tigre siberiano, el leopardo de Amur, el oso pardo de Siberia Oriental y otros.